# 8134-es mellékút (Magyarország)
A 8134-es számú mellékút  egy kevesebb, mint három kilométer hosszú, ennek ellenére négy számjegyű mellékút Komárom-Esztergom vármegyében. Naszály központját köti össze Grébicspuszta településrésszel és a Tata-Szőny közti 8139-es úttal.

## Nyomvonala
A 8138-as útból ágazik ki, annak 6+400-as kilométerszelvénye közelében, Naszály központjában. Délnyugat felé indul, belterületi szakasza előbb a Hársfa utca, majd a Grébicsi utca nevet viseli. Néhány méterrel az első kilométerének teljesítése után kilép a lakott területről, de nagyjából változatlan irányban halad tovább. A 8139-es útba torkollva ér véget, annak 6+850-es kilométerszelvénye táján. Egyenes folytatása nincs, de a betorkollásától nem messze tér ki a 8139-esből egy bekötőút Naszály Grébicspuszta településrésze felé.
Teljes hossza, az országos közutak térképes nyilvántartását szolgáló kira.gov.hu adatbázisa szerint 2,663 kilométer.